# Braun (adelsätt)
För andra betydelser, se Braun.
Braun är en utslocknad svensk adelsätt.
Kaptenen Johan Braun (1659-1710) adlades 1686 Braun och blev samma år introducerad på Riddarhuset under nummer 1091. Han blev sist överste för Upplands regemente och dog 1710 av skador han fått vid slaget vid Helsingborg. Hans yngre bror Jakob Braun adlades 1720 och introducerades på sin avlidne brors nummer. Med Jakob Brauns sonsons sonson Carl Hampus Astley Braun (1854–1913) slöts ätten på svärdssidan.